# Şıra
La Şıra o Sira è una bevanda analcolica turca a base di succo d'uva leggermente fermentato. Ha un sapore dolce a causa dell'alta percentuale di fruttosio che contiene. Il suo colore è terracotta. essa viene principalmente servita con l'Iskender kebap. Una versione aromatizzata della şıra viene servita nella regione del Mar di Marmara con il nome di hardaliye. L'hardaliye è fondamentalmente şıra aromatizzata con semi di senape e foglie di ciliegio per 15 giorni. L'hardaliye viene solitamente servita in occasioni speciali come antipasto.